# Estanislao Argote
Estanislao Argote Salaberria (San Sebastián, 21 ottobre 1956) è un ex calciatore spagnolo, di ruolo attaccante.

## Carriera

### Club
Cresce nella cantera dell'Athletic Bilbao, debutta in prima squadra con il Bilbao Athletic nella stagione 1975-1976.
Nel corso della stagione 1977-1978 viene "promosso" all'Athletic Bilbao, debuttando in Primera División spagnola nella partita Athletic Bilbao-Atletico Madrid (1-0).
Quasi tutta la sua carriera si svolse con i baschi, fino al 1990, anno in cui passò al Zarautz, concludendo la carriera l'anno seguente.
Con i Rojiblancos  trascorse 13 stagioni in cui giocò 427 partite (con 76 gol), delle quali 332 nella Liga, vincendo due campionati, una coppe del Re ed una Supercoppa spagnola, rimanendo negli annali del club basco come uno dei giocatori maggiormente presenti.

## Palmarès

### Competizioni nazionali
- Campionato spagnolo: 2

Athletic Bilbao: 1982-1983, 1983-1984
- Coppa di Spagna: 1

Athletic Bilbao: 1983-1984
- Supercoppa di Spagna: 1

Athletic Bilbao: 1984